# Сити Оупън 2013
Сити Оупън 2013 е турнир, провеждащ се в американската столица Вашингтон от 27 юли до 4 август. Това е 45-ото издание от ATP Тур и 3-тото от WTA Тур. Турнирът е част от сериите 500 на ATP Световен Тур 2013 и категория Международни на WTA Тур 2013.

## Сингъл мъже
- Хуан Мартин дел Потро побеждава  Джон Иснър с резултат 3 – 6, 6 – 1, 6 – 2.

- Това е втора титла за дел Потро през 2013 г. и 15-а в кариерата му.

## Сингъл жени
- Магдалена Рибарикова побеждава  Андреа Петкович с резултат 6 – 4, 7 – 6(7 – 2).

- Рибарикова успешно защитава титлата си от предната година.

## Двойки мъже
- Жулиен Бенето /  Ненад Зимонич побеждават  Марди Фиш /  Радек Щепанек с резултат 7 – 6(7 – 5), 7 – 5.

## Двойки жени
- Сюко Аояма /  Вера Душевина побеждават  Южени Бушар /  Тейлър Таунсенд с резултат 6 – 3, 6 – 3.